# حالب منتبذ
الحالب المنتبذ هو حالة طبية لا ينتهي فيها الحالب في المثانة البولية، وإنما ينتهي في مكان آخر. في الذكور، يكون هذا المكان عادة الإحليل، أما في الإناث فعادة ما يكون الإحليل أو المهبل. قد يكون مصحوبًا بنمو شاذ للكلية، وعدوى متكررة في الجهاز البولي، وسلس البول (عادة سلس البول بالتنقيط المستمر). يوجد الحالب المنتبذ في 1 من كل 2000-4000 مريض، وقد يكون تشخيصه صعبًا، لكنه يُرى غالبًا في الأشعة المقطعية.
ينتج الحالب المنتبذ غالبا عن تضاعف نظام التجميع الكلوي، كلية ذات حالبين. في تلك الحالة، يصب عادة حالب واحد بشكل صحيح في المثانة، بينما يكون الحالب الآخر منتبذ.